# Claeys (przedsiębiorstwo)

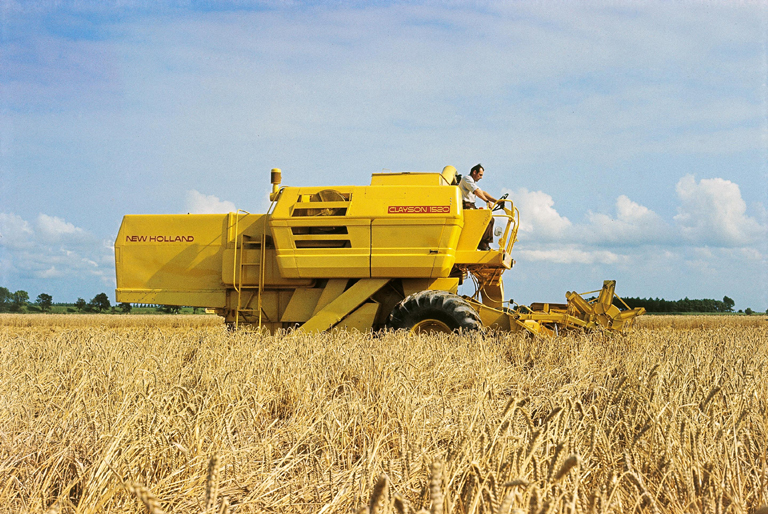
Kombajn zbożowy Clayson 1520

Claeys – były belgijski producent maszyn żniwnych z siedzibą w Zedelgem.

## Historia
W 1906 Leon Claeys, belgijski mechanik, rozpoczął produkcję młocarni. W 1909 wybudował fabrykę w Zedelgem w celu produkcji maszyn żniwnych.
W 1952 Claeys wyprodukował pierwszy europejski samobieżny kombajn zbożowy dzięki czemu w latach sześćdziesiątych był jednym z największych producentów tych maszyn. W 1957 Claeys rozpoczął współpracę z firmą New Holland sprzedając jej prasy w Europie. W 1964 większość firmy Claeys została zakupiona przez Sperry Rand Corporation - właściciela firmy New Holland. W 1967 firma zmieniła nazwę na Clayson. W 1986 zostaje zakupiona przez Ford Motor Company tworząc z jej fabryką produkująca ciągniki firmę Ford New Holland. W 1991 Ford New Holland został zakupiony przez Fiatagri i fabryka w 1993 roku otrzymała nazwę New Holland Belgium.
Obecnie w Zedelgem produkowane są serie kombajnów: CSX, CX oraz CR, sieczkarnie samobieżne z serii FR, a także prasy wielkogabarytowe z serii BB.